# 松浦豊明
松浦 豊明（まつうら とよあき、1929年10月5日 - 2011年8月16日）は、日本のピアニスト。上野学園大学名誉教授。

## 経歴
大阪府豊中市出身。8歳でピアノを始め、上野児童音楽学園で永井進に師事。東京音楽学校（現東京芸大）ピアノ科に入学するが中退。
1948年、第17回日本音楽コンクールピアノ部門で第1位と特賞を受賞。1950年、デビュー・リサイタルを行い、NHK交響楽団定期演奏会にも参加（プロコフィエフ第3番）。1958年、第1回チャイコフスキー国際コンクールで入賞し、後にメロディアレコードへの録音、1960年・1962年の旧ソ連主要都市巡演につながる。
1958年に国立ベルリン高等学院に留学し、ヘルムート・ロロフに師事。また、イタリアやフランスではヴィルヘルム・ケンプ、アルトゥール・ルービンシュタイン、ナディア・ブーランジェにも師事。1959年、ロン＝ティボー国際コンクールにて第1位グランプリ受賞。1960年、モナコ王立音楽祭に出演。NHK交響楽団世界一周演奏旅行のソリストとして、スイスのルツェルン音楽祭等、各地で演奏活動やメディア出演をする。同年、毎日芸術賞、大阪府民劇場賞を受賞。1961年、ベルリン国立音楽大学修了、シューベルト賞を受賞。同年、ロン＝ティボー国際コンクールの審査員。1963年、日本外務省初の西欧音楽使節としてニューヨーク、南米各地で演奏。
1969年に帰国するまで、ベルリン・ハンブルクを拠点にヨーロッパと日本で演奏活動を行った。帰国後は演奏活動のほかNHK音楽番組での講師や、民放の音楽番組へ数多く出演し、また大学で後進の指導にあたった。1998年には、パリ、ウィーン、ハンブルク、ベルリンでリサイタル（ベルリンではテレビ放映された）。また、ローマのサンタ・チェチーリア音楽院大学で講義とリサイタルを行い感謝状を授与。1975年のロン＝ティボー国際音楽コンクールを始めとし、ブゾーニ国際ピアノコンクール、日本国際音楽コンクール等、数多くの国際コンクールで審査員を務めた。
また、東京芸術大学、大阪音楽大学、上野学園大学、日本大学大学院芸術学研究所にて教授を務め、日本ピアノ教育連盟、日本ショパン協会の各理事を歴任した。
東京藝大の頃の門下生に、サンミュージックのピアニスターHIROSHI氏がいる。
2011年8月16日、心不全のため死去。81歳没。近親者で葬儀を行った後、同年10月22日に報道された。

## コンクール歴
- 1948年 日本音楽コンクール 第1位 特賞
- 1958年 第1回チャイコフスキー国際コンクール 入賞（第7位）
- 1959年 ロン＝ティボー国際コンクール 第1位 グランプリ（日本人初）